# Grand Prix Formule 1 van de Verenigde Staten 1964
De Grand Prix Formule 1 van de Verenigde Staten 1964 werd gehouden op 4 oktober op het Watkins Glen International circuit in Watkins Glen (New York). Het was de negende race van het seizoen. 

## Uitslag
| Pos. | Nr. | Coureur         | Constructeur   | Rondes | Tijd / Oorzaak uitval | Grid | Punten |
| ---- | --- | --------------- | -------------- | ------ | --------------------- | ---- | ------ |
| 1    | 3   | Graham Hill     | BRM            | 110    | 2:16:38.0             | 4    | 9      |
| 2    | 7   | John Surtees    | Ferrari        | 110    | + 30.5                | 2    | 6      |
| 3    | 22  | Jo Siffert      | Brabham-BRM    | 109    | + 1 Ronde             | 12   | 4      |
| 4    | 4   | Richie Ginther  | BRM            | 107    | + 3 Rondes            | 13   | 3      |
| 5    | 17  | Walt Hansgen    | Lotus-Climax   | 107    | + 3 Rondes            | 17   | 2      |
| 6    | 12  | Trevor Taylor   | BRP-BRM        | 106    | + 4 Rondes            | 15   | 1      |
| 7    | 1   | Jim Clark       | Lotus-Climax   | 102    | Geen benzine          | 1    |        |
| 8    | 14  | Mike Hailwood   | Lotus-BRM      | 101    | Oliepijp              | 15   |        |
| NF   | 6   | Dan Gurney      | Brabham-Climax | 69     | Oliedruk              | 3    |        |
| NC   | 23  | Hap Sharp       | Brabham-BRM    | 65     | Niet geklasseerd      | 18   |        |
| NF   | 8   | Lorenzo Bandini | Ferrari        | 58     | Motor                 | 8    |        |
| NF   | 2   | Mike Spence     | Lotus-Climax   | 54     | Injectie              | 6    |        |
| NF   | 25  | Ronnie Bucknum  | Honda          | 50     | Oververhitting        | 14   |        |
| NF   | 15  | Chris Amon      | Lotus-BRM      | 47     | Motor                 | 11   |        |
| NF   | 16  | Jo Bonnier      | Brabham-Climax | 37     | Wiel                  | 9    |        |
| NF   | 9   | Bruce McLaren   | Cooper-Climax  | 27     | Motor                 | 5    |        |
| NF   | 5   | Jack Brabham    | Brabham-Climax | 14     | Motor                 | 7    |        |
| NF   | 10  | Phil Hill       | Cooper-Climax  | 4      | Ontsteking            | 19   |        |
| NF   | 11  | Innes Ireland   | BRP-BRM        | 2      | Versnellingsbak       | 10   |        |

## Statistieken
| Pole-position | Jim Clark | Lotus-Climax | 1:12.65 |
| Snelste ronde | Jim Clark | Lotus-Climax | 1:12.7  |

## Noot
- Dit was de eerste podiumplaats voor Jo Siffert.
- Dit was de tweede overwinning van de Grote Prijs van de Verenigde Staten voor Graham Hill en daarmee vestigde hij een nieuw record.

Grand Prix Formule 1 van de Verenigde Staten: 1908 · 1910 · 1911 · 1912 · 1914 · 1915 · 1916 · 1959 · 1960 · 1961 · 1962 · 1963 · 1964 · 1965 · 1966 · 1967 · 1968 · 1969 · 1970 · 1971 · 1972 · 1973 · 1974 · 1975 · 1976 · 1977 · 1978 · 1979 · 1980 · 1989 · 1990 · 1991 · 2000 · 2001 · 2002 · 2003 · 2004 · 2005 · 2006 · 2007 · 2012 · 2013 · 2014 · 2015 · 2016 · 2017 · 2018 · 2019 · 2021 · 2022 · 2023 · 2024 · 2025 · 2026

Indianapolis 500: 1950 · 1951 · 1952 · 1953 · 1954 · 1955 · 1956 · 1957 · 1958 · 1959 · 1960

Grand Prix Formule 1 van de Verenigde Staten West: 1976 · 1977 · 1978 · 1979 · 1980 · 1981 · 1982 · 1983

Grand Prix Formule 1 van Las Vegas: 1981 · 1982 · 2023 · 2024 · 2025

Grand Prix Formule 1 van de Verenigde Staten Oost: 1982 · 1983 · 1984 · 1985 · 1986 · 1987 · 1988

Grand Prix Formule 1 van Dallas: 1984

Grand Prix Formule 1 van Miami: 2022 · 2023 · 2024 · 2025 · 2026 · 2027 · 2028 · 2029 · 2030 · 2031